# Wojciech Szala
Wojciech Szala (Piotrków Trybunalski, 27 gennaio 1976) è un ex calciatore polacco, di ruolo difensore.

## Carriera

### GKS Katowice
Con il GKS Katowice ha giocato 93 partite complessive e ha segnato un solo gol.

### Legia Varsavia
Nell'estate del 2001 è stato comprato dal Legia Varsavia. Ha fatto il suo debutto contro il Ruch Chorzów.
Quando Dragan Okuka lo allenava lo ha spostato sulla destra di centrocampo. Nella stagione successiva invece l'allenatore Dariusz Kubicki lo ha usato come terzino destro. Nella stagione successiva Jacek Zieliński lo ha messo al centro della difesa, mentre l'allenatore successivo lo fece tornare al ruolo di terzino destro.

### GKS Katowice
A settembre, nel 2010 si trasferisce al GKS Katowice, l'anno successivo rescinde il suo contratto rimanendo così svincolato.

## Palmarès
- Supercoppa di Polonia: 2

GKS Katowice: 1996
Legia Varsavia: 2008
- Ekstraklasa: 2

Legia Varsavia: 2001-2002, 2005-2006
- Coppa di Polonia: 1

Legia Varsavia: 2007-2008